# クロハラカラスザメ
クロハラカラスザメ Etmopterus spinax はカラスザメ科に属するサメの一種。北東大西洋では最も普通に見られるカラスザメ類である。深度70-2490mに生息し、全長45cm程度。体色は茶色だが、腹面は明瞭に黒い。体は頑丈で、吻と尾は比較的長く、鰓裂は非常に小さい。他のカラスザメ類同様に多数の発光器を持ち、カウンターイルミネーション、外敵からの防御、種内コミュニケーションに用いる。
幼体はオキアミや小型の硬骨魚、成体はイカやエビを食べる。成長とともにより深い場所に移動する。本種を用いて、毒性物質に対する深海鮫の防御反応がかなり明らかにされている。様々な寄生虫の宿主となる。卵胎生で、産仔数は6-20。2-3年おきに繁殖する。漁業価値はないが、多数が混獲されて捨てられる。IUCNは保全状況を危急種としている。

## 分類

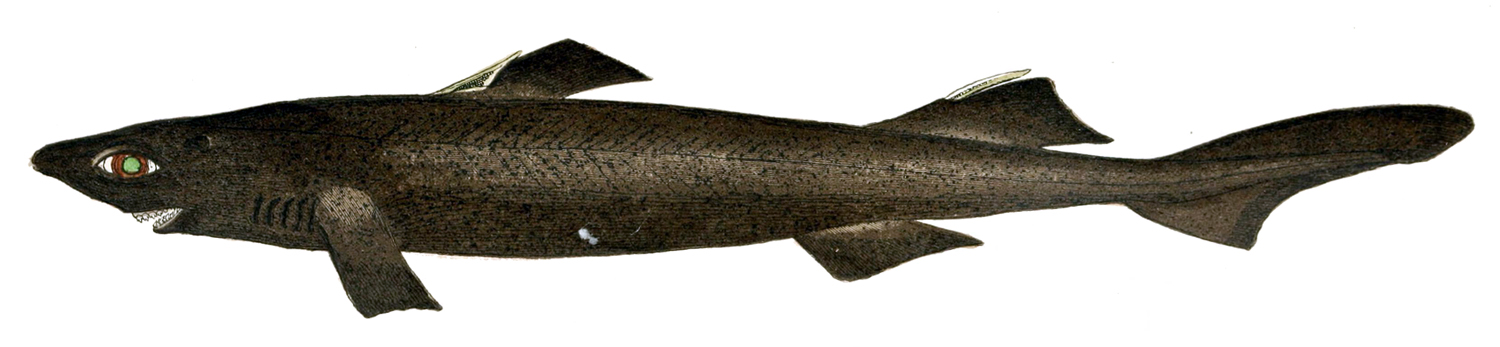
Les Poissons (1877) によるイラスト。

1758年、『自然の体系』第10版において、カール・フォン・リンネによってSqualus spinax の名で記載された。タイプ標本は指定されなかった。種小名 spinax は背鰭に棘 (spine) があることに由来する。その後、コンスタンティン・サミュエル・ラフィネスクが命名した Etmopterus aculeatus が本種のシノニムであることが分かり、本種はEtmopterus属（カラスザメ属）に移された。
かつて本種は不規則に並んだ鈎状の皮歯を特徴とする種群に入れられていたが、この種群は系統関係をあまり反映していないことが分かっており、現在はカリブカラスザメ・ニセカラスザメ等を含むクレードに位置付けられている。
英名の"velvet belly"は、体の他の部分から線引きされた黒い腹面が、ベルベットのあて布で覆ったように見えることに由来する。

## 分布
東大西洋のアイスランド・ノルウェーから地中海・アゾレス諸島・カナリア諸島・カーボベルデ、ガボンまで分布する。南アフリカのケープ州からも報告がある。主に大陸棚の外縁から大陸斜面上部に生息し、泥や粘土質の底層から中層まで見られる。通常は深度200-500mで見られるが、ロッコールトラフでは深度500-750mで捕獲される。最浅で70m、最深で2490mから報告がある。

## 形態

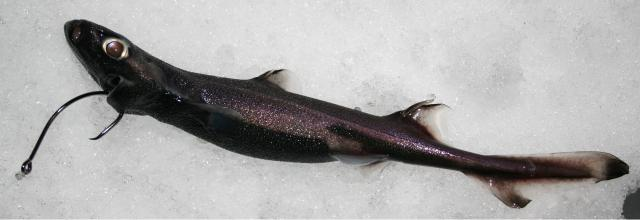
腹面が黒いことが英名 velvet belly（ビロードの腹）の由来である

体は頑強で、幅広くて平たく中程度に長い吻を持つ。口には薄くて滑らかな唇がある。上顎歯は小さく、細く尖った尖頭と3対以下の小尖頭を持つ。下顎歯は大きくて強く傾き、刃状の尖頭、左右の歯と結合した基部を持つ。鰓裂は5対で小さく、噴水孔と同等の大きさである。2基の背鰭の前部には、頑丈で溝のある棘を持つ。第二背鰭は第一の2倍程度の大きさで、棘も第一より長くカーブしている。第一背鰭は胸鰭、第二背鰭は腹鰭の直後から起始する。胸鰭は短くて丸い。臀鰭はない。尾は細く、尾鰭は長い。尾鰭下葉は小さく、上葉は低くて先端に明瞭な欠刻がある。
皮歯は薄く、先端は鈎状となり、間隔を開けて不規則に並んでいる。背面は褐色で、腹面に向けて徐々に黒くなる。薄い黒い模様が腹鰭の上部と後部、そして尾鰭に沿って存在する。青緑に発光する多数の発光器を持ち、3-4m先から視認できる。発光器は体側・腹面の9箇所にわたって散らばっており、本種特有のパターンを構成している。これらには、側線に沿って存在するもの、口を除いた頭部の下側に散らばるもの、腹面に均一に存在するもの、胸鰭の周辺・尾柄の下に固まるものなどがある。最大で60cmになるが、45cmを超えることは稀である。雌は雄より大きい。

## 生態

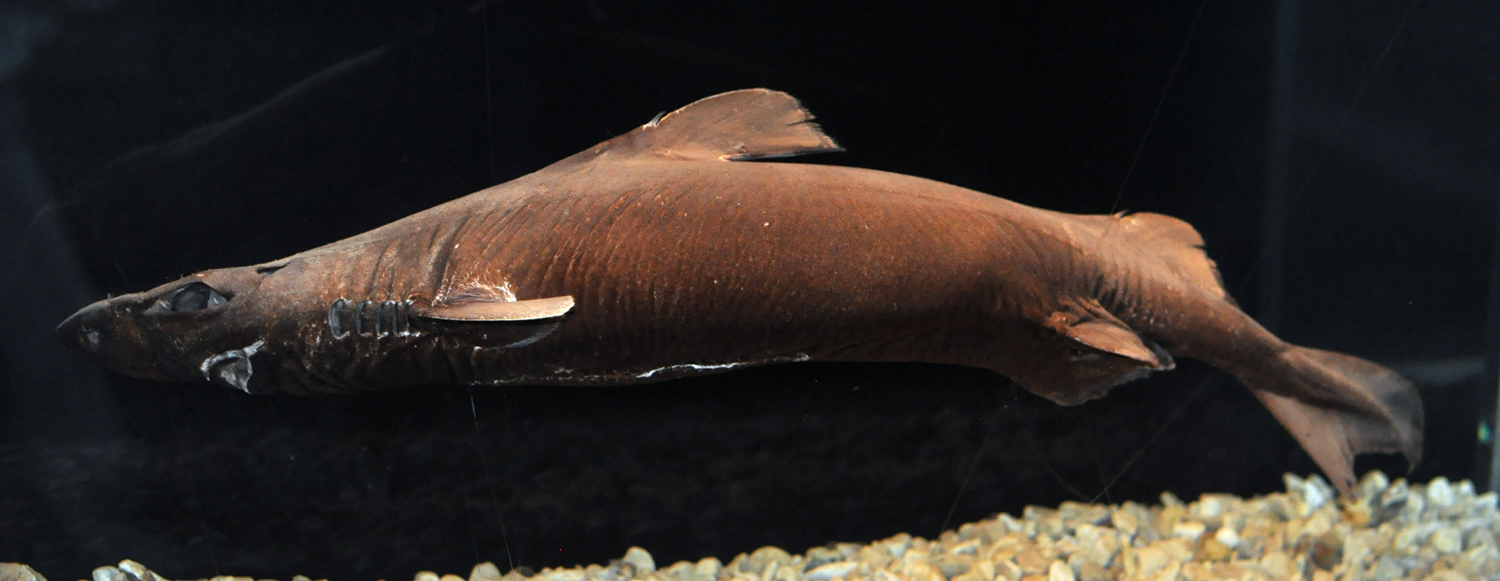
ホルマリン固定された標本。

クログチヤモリザメ (Galeus melastomus) ・マルバラユメザメと共に、北東大西洋で最も豊富な深海鮫の一種である。単独か、小さな群れを作る。地中海での調査では、雄より雌のほうが個体数が多く、この差は年齢とともに拡大することが分かった。ロッコールトラフとバレアレス海では、大型の成体が幼体よりも深い場所に生息することで、種内競争を減らしている可能性があるが、この生息パターンは地中海東部など他の場所では観察されない。
肝臓は体重の17%を占め、その3/4が肝油である。これにより海中で中性浮力に近い状態にある。深海の高い重金属濃度に対処するため、本種は血中のT細胞によって毒性物質を特定して排除していることが分かっている。これらのT細胞は、食道に存在する軟骨魚類特有のリンパ骨髄系腺器官、ライディヒ器官において生産される。肝臓でも特殊なタンパクがカドミウム・銅・水銀・亜鉛や他の毒性物質を包摂して排泄する。生物発光は、下にいる捕食者に対して自身の影を消すカウンターイルミネーション効果があると考えられる。また、特定の発光パターンで異性を誘引するようなコミュニケーション機能があるかもしれない。本種は他の大型魚やサメ類の重要な餌となっており、主要な捕食者としてガンギエイ属の Dipturus oxyrinchus がある。

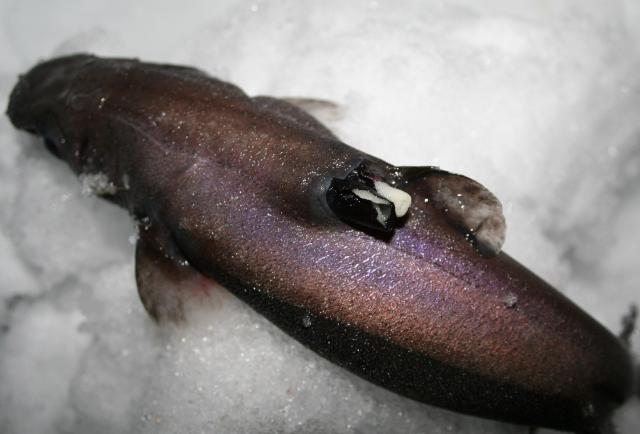
背鰭の棘付近に寄生した（エボシガイ目）。寄生生物が見られる頻度は高い。

多くの寄生虫が知られており、成体・幼体ともに重度の寄生を受けている例が多い。内部寄生虫として単生類のSqualonchocotyle spinacis、条虫のAporhynchus norvegicus ・Lacistorhynchus tenuis ・Phyllobothrium squali、アニサキス類のAnisakis simplex ・Hysterothylacium aduncum がある。これらは本種の餌を中間宿主としているものから、本種自体を中間宿主とするものまで様々である。外部寄生虫として、背鰭の棘の生え際に寄生するエボシガイ目のAnelasma squalicola がある。この生物は筋肉に深く侵入し、同所に第2（稀に第3）の個体の寄生が見られることもある。寄生によって宿主の生殖器官の発達が阻害され、繁殖力が減少することが分かっている。

### 摂餌
ジェネラリスト捕食者で、甲殻類（オキエビ科やオキアミなど）・頭足類（アカイカ科やダンゴイカ科）・硬骨魚（ムネエソ科・ハダカエソ科・ハダカイワシ科・タラ科など）を食べる。イタリア沖では、少量の線形動物・多毛類・軟骨魚類も食べていた。ノルウェー、ポルトガル、ロッコールトラフでの調査では、27cm以下の小型個体は主にオキアミ類のMeganyctiphanes norvegicaとキュウリエソ属のMaurolicus muelleri を食べていた。成長すると餌の種類はより多様になり、イカ・キタシラエビ・M. muelleri 以外の魚なども食べるようになる。小型個体は泳ぎが遅すぎ、素早く動くイカを捕らえられないのではないかと推測されている。成体の捕食する頭足類はマルバラユメザメと重複しているが、マルバラユメザメはより深い場所に生息することで競争を回避している。本種の咬合力は1N程度である。

### 生活史
卵胎生で、胚は子宮内で孵化して卵黄で成長する。繁殖周期はおそらく2-3年で、排卵は初秋に起こる。受精は夏だと考えられるが、雌が精子を蓄えられるならば冬に起こる可能性もある。出産は晩冬から初春に行われる。妊娠期間は1年以下。産仔数は6-20で、母体の大きさにつれて増加する。出生時は12-14cm。発光器の形成前から、胎児の卵黄嚢が蛍光を放つため、母体から蛍光物質が胎児に移行している可能性がある。最初の発光組織は55mmの大きさの胎児から出現し始め、95mmで完全な発光器の配列が完成する。出生時には腹面の80%においてカウンターイルミネーションを行うことができる。
成長は遅いが、モミジザメやフトツノザメなどの他の深海鮫よりは速い。雄は28-33cm、雌は34-36cmで性成熟する。この大きさになるまでに、平均で雄は4.0年、雌は4.7年かかるが、雌雄ともに4歳で成熟している個体や、8歳で未成熟の雌個体も確認されている。最高で、雄は8歳・雌は11歳の個体が捕獲されており、潜在的には雄で18年・雌で22年ほど生きると推定されている。

## 人との関わり
分布域の全域で、エビ・ロブスターを狙った底引き網や他魚を狙った延縄によって、かなりの量が混獲されている。稀に塩漬け・干物や魚粉に加工されることはあるが、通常は商業価値はないと見なされ捨てられる。この過程での死亡率は極めて高い。個体数が分布域の大部分で安定しており、2005年に地中海での1000m以深での底引き網が禁止されたことで、ある程度の保護が行われているとして、IUCNは全体としての保全状況を軽度懸念としている。だが北東大西洋では、1970年から1998-2004年の間に個体数が20%減少しているため、準絶滅危惧とされている。繁殖力は低く、個体数の回復は遅い。